# Siempat Rube IV
Siempat Rube IV is een bestuurslaag in het regentschap Pakpak Bharat van de provincie Noord-Sumatra, Indonesië. Siempat Rube IV telt 963 inwoners (volkstelling 2010).